# (1431) Luanda
(1431) Luanda ist ein Asteroid des Hauptgürtels, der am 29. Juli 1937 vom südafrikanischen Astronomen Cyril V. Jackson in Johannesburg entdeckt wurde.
Der Name des Asteroiden ist von Luanda, der Hauptstadt Angolas abgeleitet.